# Road tennis
Il road tennis è uno sport, praticato quasi esclusivamente nelle isole Barbados, che regolamenta la sfida tra due giocatori. Si tratta di uno sport simile al tennis e al tennistavolo per il fatto che gli accessori usati in questo sport sono una racchetta (di misura intermedia fra quella da tennis e quella da tennistavolo, costruita semplicemente in legno), una pallina un po' più grande di quella da tennistavolo e più dura.

## Il campo
Il campo è disegnato al suolo e si evidenziano le righe con un gessetto e la rete è anche questa in legno.
In un'occasione la marca di attrezzature sportive Adidas ha fatto provare il road tennis ad Andy Murray, tennista dell'ATP che è stato numero uno al mondo nel 2016.